# M阿索占
拿督M阿索占（1965年12月20日—），马来西亚政治人物，现任马来西亚印度国民大会党副主席兼任柔佛州主席。马来西亚柔佛州议会甘蜜前州议员，以及前柔佛州团结、人力资源及科技常务委员会主席。

## 政治生涯
2004年起，代表国阵参加柔佛州议会选举并当选甘蜜州议员，并在2008年和2013年在原区蝉联。在2018年马来西亚大选时，阿索占在原区代表国阵上阵，但败给土团党主席慕尤丁。

## 政党职务
2016年11月22日，阿索占被委任为国大党柔佛州主席。2018年11月20日就任国大党总秘书。2021年11月27日当选国大党副主席。

## 个人荣誉
- 马来西亚：
  -  护国有功成员勋章（AMN）（2011年）[5]
- 马六甲：
  -  马六甲成员勋章（DPSM）—拿督（2014年）[5]